# Myolepta orientalis
Myolepta orientalis är en tvåvingeart som beskrevs av Thompson 1971. Myolepta orientalis ingår i släktet parkblomflugor, och familjen blomflugor.
Artens utbredningsområde är Thailand. Inga underarter finns listade i Catalogue of Life.